# Verordnung über die Behandlung der Ehewohnung und des Hausrats
Die Verordnung über die Behandlung der Ehewohnung und des Hausrats vom 21. Oktober 1944 enthielt als Teil des deutschen Familienrechts Bestimmungen darüber, welchem Ehegatten bzw. Lebenspartner nach der Scheidung die bisherige eheliche bzw. lebenspartnerschaftliche Wohnung zugewiesen wird und wie der eheliche bzw. lebenspartnerschaftliche Hausrat zu verteilen ist. Die entsprechenden Bestimmungen traf das Familiengericht auf Antrag eines Ehegatten bzw. Lebenspartners. Außerdem war in der Hausratsverordnung auch das Verfahren geregelt. Bei der Regelung konnte der Richter auch Eigentum übertragen, in Rechte Dritter eingreifen, beispielsweise ein Mietverhältnis begründen und die Zahlung eines Ausgleichsbetrags anordnen. Die Regelungen waren auf Lebenspartner entsprechend anzuwenden.
Die Verordnung war vorkonstitutionelles Recht. Sie erfolgte aufgrund von § 131 Ehegesetz, das nunmehr in das BGB eingegliedert wurde. Das BGB verwies in § 1318 in Verbindung mit §§ 1361a, 1361b auf die Hausratsverordnung.
Die HausratsVO entstand in der Zeit des Nationalsozialismus. Der Verordnungsgeber im Jahr 1944 fühlte sich durch die Wohnungsknappheit in den vom Bombenkrieg betroffenen deutschen Städten dazu veranlasst, Möglichkeiten der nach seiner damaligen Auffassung sozial gerechten Zuweisung von knappem Wohnraum zu schaffen (vgl. amtliche Begründung, DJZ 1944, 278), und zwar unter Umgehung der traditionell im Recht des BGB verankerten individuellen Eigentumsrechte und (miet-)vertragsrechtlichen Individualpositionen. Ob die HausratsVO damit auch im engeren Sinne nationalsozialistische Rechtsgedanken enthielt, ist umstritten. Im Ganzen als verfassungswidrig aufgehoben wurde sie nicht (laut BVerfG NJW 1992, 106 trotz Bedenken des Gerichts verfassungskonform). Vielmehr wurde sie in der familienrechtlichen Praxis der Bundesrepublik Deutschland außerordentlich häufig angewendet. Andererseits entsprechen die zentralen Formulierungen der HausratsVO (wie § 1 Abs. 1, § 2, § 8 Abs. 3) insoweit NS-Rechtsdenken, als sie durch bewusst unbestimmt gehaltene Rechtsbegriffe dem Richter einen nahezu unbegrenzten Ermessensspielraum zur gerechten und zweckmäßigen Entscheidung des Einzelfalls verleihen. Dies entspricht der von Bernd Rüthers als „unbegrenzte Auslegung“ bezeichneten Methodik der NS-Rechtspraxis beim Umgang mit Generalklauseln. Weiterhin fand sich in § 2 Satz 2 ein besonderer Schutz der „Erfordernisse des Gemeinschaftslebens“ als Leitprinzip für alle Entscheidungen „des Richters“, wobei hier nicht das Familiengemeinschaftsleben, sondern die „Hausgemeinschaft'“ gemeint ist (bessere Einfügung des verbliebenen Ehegatten in die übrige Hausgemeinschaft, vgl. BayObLG 55, 205; 56, 159 u. 276). Eine solche Überordnung des Gemeinschaftslebens gegenüber Individualinteressen der betroffenen Familie entspricht ebenfalls der nationalsozialistischen Rechtstheorie.

## Gesetzgebungsvorhaben
Mit der Neuordnung der familiengerichtlichen Verfahrens (FamFG) wurde die Hausratsverordnung weitgehend aufgehoben. Danach wurden die formellrechtlichen Vorschriften mit Wirkung vom 1. September 2009 in §§ 200 ff. FamFG inkorporiert. Aufgehoben wurden §§ 1, 7, 11, 13–17, 18a, 20, 23 Hausratsverordnung (Artikel 62 des FGG-Reformgesetzes). Mit der Reform des Zugewinnausgleichs- und Vormundschaftsrechts (Art. 2 G BGBl. I S. 1696, 1698) wurden zeitgleich die verbliebenen Vorschriften zum 1. September 2009 aufgehoben. Die inhaltlichen Regelungen wurden in den §§ 1568a und 1568b BGB übernommen.